# Dugi otok

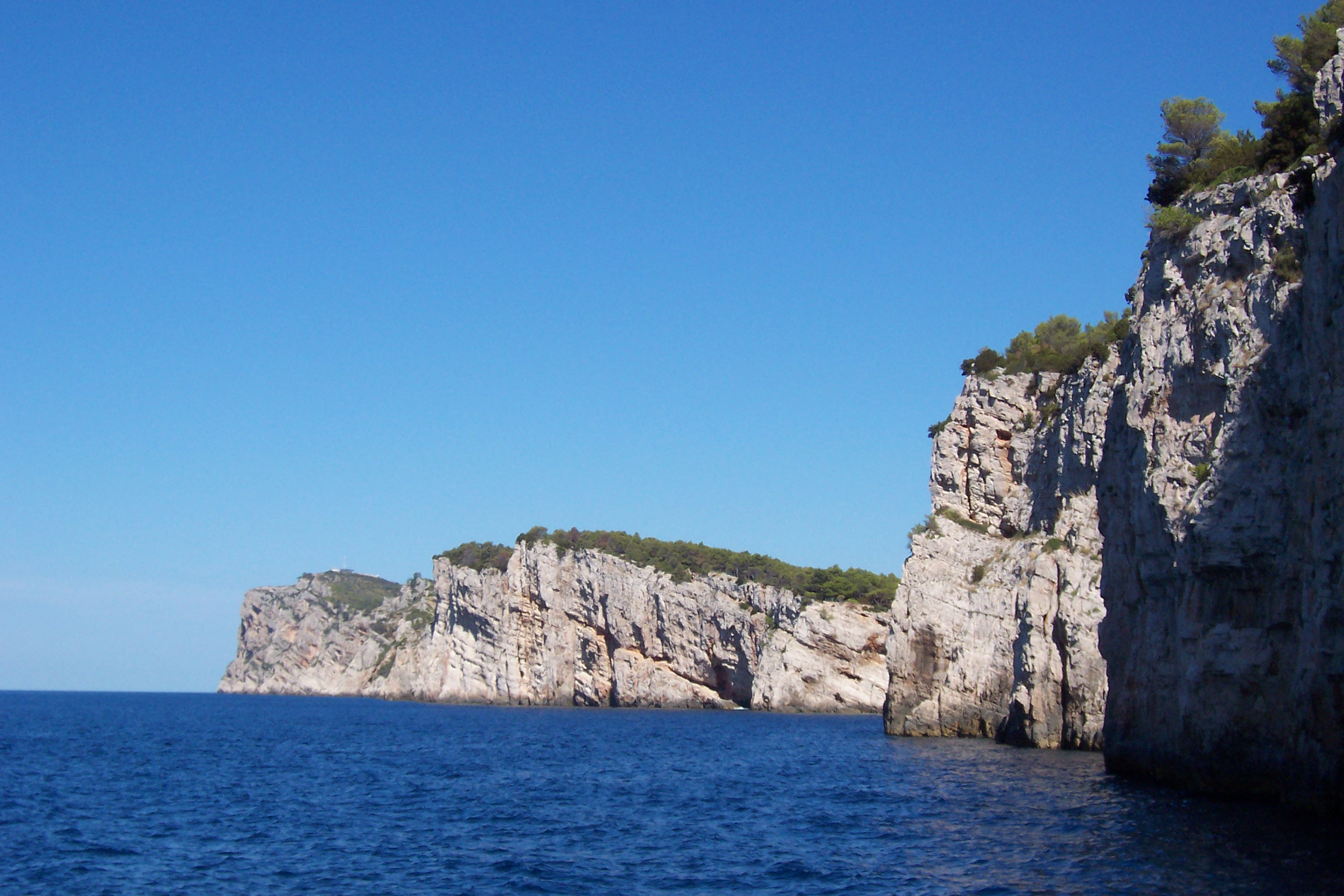
Klippor på Dugi Otok

Dugi otok ("den långa ön"), är den största ön i Zadars skärgård i Kroatien. Ön är cirka 30 kilometer lång. Den har regelbundna färjeturer till staden Zadar och till flera andra öar i skärgården via Brbinj och Bozava. Södra delen av ön samt några mindre öar täcks av nationalparken Kornati. Den största byn är Sali. Dugi otok har fina stränder, både med sand och snorklingsmiljö.